# Stoeng Treng
Stoeng Treng is een stad in Cambodja en is de hoofdplaats van de provincie Stoeng Treng. Stoeng Treng telt 29.665 inwoners (2009).